# クルガン

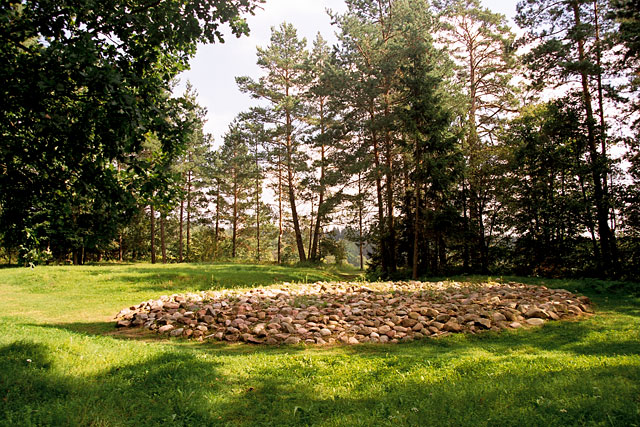
スヴァウキ付近のヤトヴャグ族のものとされるクルガン

クルガン（ロシア語: кургáн、英語: kurgan）は、ユーラシア大陸中緯度のステップ帯に分布する、青銅器時代の土あるいは積石のマウンドを伴う墳墓である。墳丘墓の一種で、日本の古墳に近い。
「クルガン」はトルコ語起源のスラヴ人の単語である。

## 分布
クルガン型の墳墓は、青銅器時代のステップで活動した遊牧民の墳墓であって、アルタイ 地方から コーカサス、ルーマニアにまでまたがる範囲に分布している。このような墳丘墓は、内部構造として玄室をもつような複雑な構造のものもみられる。クルガンの中央部にある玄室には、被葬者が支配階級の人々の場合には数多くの副葬品や捧げ物とともに葬られ、時折その副葬品には、馬や(馬に引かせる構造の)戦車などもみられる。

## 発掘されたクルガン
クルガンはシベリアからヨーロッパ東部にかけて無数にある。そのうちの有名な例として以下がある：
- クチュルク (Kutuluk) 4号墳：ロシアのサマーラ 付近にある紀元前24世紀頃のクルガンである。35～40歳くらいの身長135cm前後の男性の遺体が葬られていた。この遺体の曲げられた左ひじには、長さ65cmくらいのひし形で十字に分割された銅板が着けられていた。銅板の先端はシャープに加工されていたが尖った鋭利なものではなく、本来は全体が革でくるまれていたものだと思われる。ヨーロッパの青銅器時代のステップの諸文化でこれに似たものは知られていないが、インドの神インドラの稲妻に比せられるような製品であると考えられてきた。
- アレクサンドロヴォ・クルガン (Aleksandrovo kurgan) は、紀元前4世紀頃の トラキア人の墳墓である。
- フィリポフカ古墳群[1]：ロシア・オレンブルクの西方約100kmの地点に位置するクルガンからなる墓地である。紀元前4世紀サルマタイ文化のクルガン（古墳）群である。延長6kmに渡って25基のクルガンが点在し、最大のものはクルガン群の中央に位置する高さ7mの1号クルガンで、1986年以降の調査で金箔を貼った鹿型木製品をはじめ多数の黄金製品が出土した。
- コストロムスカヤ・クルガン： コストロムスカヤ・クルガン(Kostromskaya) は、南ロシア、クバン川流域でも古いクルガンのひとつで、時期は紀元前7～6世紀頃に比定されている。径9M、高さ2.5mの墳丘をもち、墓室を囲んで4本の柱が建てられ、その柱には4本の横木が組み合わされ、ピラミッド状に屋根木を組んでいる。22体の馬は、「井」の字に組まれた横木と同じ深さに埋葬され、横木に対して4頭ずつ垂直方向に頭を外側に向けて埋葬されていた。また横木の内側には、鉄製の盾と矛、轡、土器片などが確認された。また、盗掘を受けていたが、副葬品には、31.7cm×19.0cmの鹿を浮き彫りにした黄金製の飾り板など金銀、宝石、武器、武具が多く発見された。1897年に N.I.ヴェセロフスキーによって発掘調査されている。

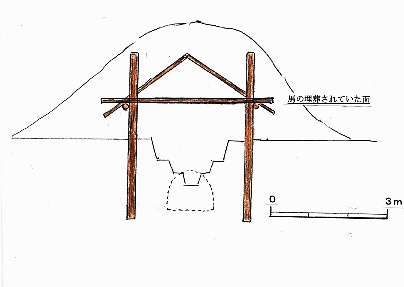
コストロムスカヤ＝クルガンの断面図

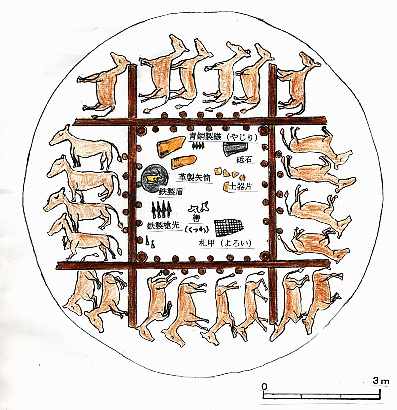
コストロムスカヤ＝クルガンの馬の遺体埋葬時想像図。

- ノボベリヒコフスカヤ＝クルガン (Novovelichkovskaya kurgan) ：南ロシア・クラスノダール地方のポヌーラ川 (Ponura) 河畔にある紀元前2000年ごろのものである。抱き合って葬られている2体を含む合計11体の被葬者が確認された。副葬品には、銅製品や彫刻の施された石製品、宝石、赤いオーカーで彩色された土器が見られた。この墓は、ノヴォティタロフスク文化(Novotitarovskaya culture)の遊牧民のものである。
- リャザノフカ・クルガン：リャザノフカ・クルガン (Ryzhanovka kurgan) は、ウクライナの首都キエフの南方125kmに位置する高さ10mのクルガンである。スキタイの支配区域である森林ステップの西縁部分を支配した紀元前3世紀頃の族長の墓である。紀元前250年頃から同225年頃のスキタイ文化でも後半の時期のもので、支配階層が徐々に農耕民の生活様式を選んでいくようになる時期の墓である。墓のなかにはスキタイ文化では最初のものになる暖炉の模造品が出土し、農耕民の家の暖かさや快適さを象徴するものである。1996年に発掘調査された。
- トルスタヤ＝モギーラ (Tolstiya Mogily)：ウクライナ南部、ドニプロペトロウシクから南西120km、ドニエプル川下流の都市ザポリージャ、ニコポリ付近に密集して分布するニコポリ古墳群に属し、オルジェニキッゼ市に所在する紀元前4世紀のクルガンである。これはスキタイ貴族の墓で、クルガンを巡る周溝からは、葬儀のさいに行なわれた宴会に供されたと思われる多量の動物の骨と酒器として使用された土器が出土した。このクルガンは、遺体の別室から黄金製の直径30cmの三日月形をした胸飾りが出土したことで知られている。この胸飾りは、同心円状に三つに区分され、外側部分には、馬を襲うグリフォンなどスキタイ風の彫刻がなされ、中央部分には、植物を図案化した文様、内側部分には、母馬が子馬に、母牛が子牛に乳を与えたり、人が羊の乳を搾っている場面が見られる。
- ママエフ・クルガン
- イッシク・クルガン：カザフスタン南部・アルマトイの東方約50kmに位置するイッシク・クルガンでは、女性と思われる遺体が葬られていることが1996年の調査で確認された。カザフスタンの婚姻に用いられる庇付き帽子状の冠を含めた4000個体もの黄金製品が副葬品として確認された。
- ベレル古墳群[2]：カザフスタン・東カザフスタン州のバクタルマ川右岸にベレル墓地がある。1865年にワシリー・ラドロフが発掘し、その後も何度か調査されている。1998年～2001年にカザフスタン共和国科学アカデミーとフランス中央アジア考古学調査隊の共同調査で5基の墓が発掘され、11、18、34号墓がパジリク文化のクルガンであった。11号墳には、12体の殉葬された馬が皮膚や体毛や轡などの馬具、そして完全な形の鞍がつけられた状態で確認された。これらの馬は、盗掘で荒らされた2体のスキタイ貴族の遺体のある玄室の隣に、白樺樹皮の「ベッド」に隣り合わせに並べて葬られていた。
- パジリク古墳群

## クルガン仮説
クルガン仮説は、クルガンを建設した人々がインド・ヨーロッパ祖語の話し手であったとする仮説である。